# Dionísio Castro
Dionísio Silva Castro (* 22. November 1963 in Guimarães) ist ein ehemaliger portugiesischer Langstreckenläufer. 

## Laufbahn
Dionísio Castros erste große Meisterschaften waren die Crosslauf-Weltmeisterschaften 1986, bei der er mit der portugiesischen Mannschaft den sechsten Platz belegte. Bis 1992 erreichte er mit der Mannschaft sechsmal einen Platz unter den besten acht Nationen, die besten Platzierungen erreichte er 1990 und 1991 mit dem jeweils fünften Platz.
Auf der Bahn trat Castro bei den Leichtathletik-Europameisterschaften 1986 in Stuttgart im 10.000-Meter-Lauf an und belegte in 28:17,46 min den elften Platz. Im folgenden Jahr wurde er über 5000 m Achter bei den Leichtathletik-Weltmeisterschaften in Rom 13:30,94 min. Bei den Olympischen Spielen 1988 erreichte er im Vorlauf des 10.000-Meter-Bewerbs nicht das Ziel. 
Am 31. März 1990 startete er bei einem Stundenlauf im Stadion von La Flèche. Zwar verpasste er den Weltrekord, den Jos Hermens 1976 aufgestellt hatte, um einen Meter, jedoch verbesserte er bei der Zwischenzeitnahme nach 20.000 Metern die Rekordmarke von Hermens um 5,8 Sekunden auf 57:18,4 min.
Bei den Europameisterschaften 1990 in Split wurde der 5000-Meter-Lauf im Spurt entschieden. Salvatore Antibo aus Italien gewann in 13:22,00 min, Castro wurde in 13:23,99 min Vierter. Ein Jahr später lief er bei den Weltmeisterschaften in Tokio in 13:35,39 min erneut auf den achten Platz. 
1992 wurde er Fünfter beim Rotterdam-Marathon und gewann bei den Weltmeisterschaften in der Marathonstaffel mit der portugiesischen Mannschaft Silber. Beim Marathon der Olympischen Spiele in Barcelona gab er auf.
Zweimal wurde er nationaler Meister im Crosslauf (1987, 1991) und je einmal über 5000 m (1990) und 10.000 m (1991).
In der Ekiden-Staffel wirkte auch Domingos Castro mit, Dionísios Zwillingsbruder. Die 1,67 m großen Brüder wogen in ihrer aktiven Zeit 56 kg und starteten für Sporting Lissabon.

## Persönliche Bestleistungen
- 5000 m: 13:13,59 min, 15. August 1990, Zürich
- 10.000 m: 27:42,84 min, 13. Mai 1988, Tokio
- 20.000 m: 57:18,4 min, 31. März 1990, La Flèche (Europarekord, ehemaliger Weltrekord)
- Stundenlauf: 20.943 m, 31. März 1990, La Flèche (portugiesischer Rekord)
- Marathon: 2:11:54 h, 5. April 1992, Rotterdam